# Mare del Labrador
Il Mare del Labrador (in francese: mer du Labrador) è un braccio dell'oceano Atlantico del nord situato fra la penisola del Labrador e la Groenlandia meridionale.
La profondità dell'acqua nel suo centro raggiunge circa i tre chilometri ed è fiancheggiato dalle piattaforme continentali a sud-ovest, a nord-ovest ed a nord-est. Il mare di Labrador si collega con la baia di Baffin a nord attraverso lo stretto di Davis.
In questo mare viene praticata la pesca di aringhe e merluzzo.